# Tajemnica Siedmiu Zegarów
Tajemnica Siedmiu Zegarów (ang. The Seven Dials Mystery) – powieść kryminalna Agathy Christie. Po raz pierwszy wydana w 1929.

## Fabuła
W rezydencji „Chimneys” przebywa grupka młodych ludzi. Jeden z nich, Gerry Wade, charakteryzuje się wyjątkowym lenistwem, dlatego przyjaciele postanawiają zrobić mu kawał. Każdy z grupy kupuje po jednym budziku, które wieczorem umieszczają ukradkiem w pokoju Gerry’ego, ustawiwszy je uprzednio na bardzo wczesną godzinę. Gdy następnego dnia w domu rozlega się upiorne dzwonienie ośmiu zegarów, wszyscy nie posiadają się ze zdziwienia, dlaczego ich kolega wciąż jeszcze się nie obudził. Wkrótce wychodzi na jaw straszna prawda – Gerry leży martwy w swoim łóżku, a nad jego głową ktoś ustawił siedem z ośmiu zakupionych budzików, ostatni wyrzucając przez okno.
Niedługo później do „Chimneys” wracają prawowici właściciele – lord Catheram wraz z córką, Eileen Brent, zwaną Bundle (znani z powieści Tajemnica rezydencji Chimneys). Ciekawska Bundle od razu zaczyna interesować się sprawą, zwłaszcza że w pokoju, gdzie przebywał Gerry, znajduje list, który ten pisał do siostry. Wynikało z niego, że jest zamieszany w groźną aferę z tajemniczą organizacją Siedem Zegarów. Bundle postanawia rozwikłać zagadkę wraz z bliskimi przyjaciółmi Gerry’ego, Jimmym Thesigerem i Billem Eversleighiem oraz siostrą zmarłego, Loraine Wade. Bundle próbuje też włączyć do sprawy znajomego nadinspektora Battle ze Scotland Yardu, jednak ten, mimo iż wyraźnie wie wiele o Siedmiu Zegarach, nie godzi się na współpracę.
Wkrótce dochodzi do kolejnej tragedii. Ginie Ronny Devereaux, jeden z młodych ludzi obecnych w czasie feralnego weekendu w „Chimneys”. Przed śmiercią z jego ust padają słowa oskarżające organizację Siedem Zegarów.
Tymczasem Bundle udaje się ustalić siedzibę tajemniczej organizacji i podstępem zakraść się na ich tajne spotkanie. Schowana w kredensie słyszy, że jedna z członkiń grupy ma niebawem do spełnienia ważną misję w rezydencji „Abbey” na przyjęciu wydawanym przez znanego polityka, George’a Lomaxa (również znanego z powieści Tajemnica rezydencji Chimneys). Korzystając z tego, że Lomax jest bliskim przyjacielem rodziny Catheramow, Bundle i Jimmy’emu udaje się wkręcić na przyjęcie, żeby mieć oko na wszystko. Już pierwszej nocy dochodzi do włamania na teren rezydencji i próby kradzieży ważnych dokumentów, należących do goszczącego obecnie u Lomaxa ministra lotnictwa. Dokumenty te udaje się w porę odzyskać, jednak tajemniczy złodziej ucieka bez śladu. Bundle ma jednak własne podejrzenia – wśród zaproszonych gości jest węgierska hrabina Annie Radzky, którą dziewczyna rozpoznaje jako członkinię organizacji „Siedem Zegarów”. Nikt nie chce jednak wierzyć w to, że ta wpływowa dyplomatka może mieć cokolwiek wspólnego ze światem przestępczym. 
Sprawa staje się coraz bardziej zagmatwana, rozwiąże się jednak dzięki opóźnionemu listowi, który przed śmiercią Ronny Devereaux napisał do Billa.

## Rozwiązanie i zakończenie
Dopiero na końcu wychodzi na jaw, że Bundle cały czas nieświadomie stała po złej stronie barykady. Siedem Zegarów jest tak naprawdę organizacją, której przewodniczy sam nadinspektor Battle, a wcześniej jej członkami byli Gerry i Ronny. Działa w niej także hrabina Radzky, której „misją” na przyjęciu u Lomaxa było strzeżenie tajnych dokumentów.
Siedem Zegarów zajmowało się przez cały czas ściganiem wyjątkowo groźnego przestępcy. Okazuje się nim Jimmy Thesiger, którego Bundle już na początku powieści mylnie uznała za przyjaciela. To on odpowiada za śmierć obu ofiar, a także za wiele innych przestępstw. Jego wspólniczką była Loraine.
Na końcu powieści Jimmy i Loraine postanawiają zgładzić Bundle. W porę do akcji wkracza jednak Siedem Zegarów na czele z nadinspektorem Battle i zatrzymuje przestępców. Dowiadujemy się, że Loraine została później skazana na karę więzienia, a Jimmy’ego powieszono.
George Lomax, z którym Bundle zaprzyjaźnia się podczas trwania powieści, niespodziewanie oświadcza się jej. Jednak dziewczyna zdecydowała się wyjść za swoją prawdziwą miłość – Billa Eversleigha. Oboje na końcu powieści wyznają sobie miłość.